# Дев'ятнадцять хвилин
«Дев'ятнадцять хвилин» (англ. Nineteen Minutes) — роман, написаний у 2007 році американською письменницею Джоді Піколт, став першим її бестселером № 1 газети New York Times.

## Сюжет
Стерлінг — звичайне американське містечко, де живуть благополучні і добре влаштовані люди і ніколи нічого не відбувається. Але одного ранку життя містечка розбивається, коли старшокласник Пітер, тихий, спокійний хлопчик, влаштовує побоїще у власній школі і розстрілює 10 школярів, а багатьох залишає інвалідами на все життя. Джозі Корніер, дочка судді, що займається цією справою, повинна була б бути найкращим свідком проти Пітера, адже вона опинилася в самому епіцентрі побоїща і її хлопець був однією з десяти жертв. Але вона в шоці і не пам'ятає, що сталося перед її очима — а може бути, пам'ятає, але відмовляється говорити? 17 років спокійного і розміреного життя містечка незмінно ведуть до фінальної трагедії, адже ніхто не бачить, не розуміє, не хоче бачити, які страшні підводні течії і рифи існують в суспільстві Стерлінга. У творі «Дев'ятнадцять хвилин» досліджується цілий комплекс причин, через які за один день підліток з непростим характером і особливим світоглядом перетворився на справжнього агресивного вбивцю.
Як народився роман «Дев’ятнадцять хвилин»
Американська письменниця Джоді Піколт завжди мала хист до підняття складних, морально неоднозначних тем у своїх книгах. Ідея для цього роману виникла в неї після серії шкільних стрілянин у США, особливо після трагедії в школі Колумбайн у 1999 році.
Вона розповідала в інтерв’ю, що як мама, вона хотіла зрозуміти — що відчувають батьки і жертв, і нападника. Їй стало цікаво: якщо хлопець виріс у звичайній родині, ходив до школи, терпів булінг — чому система не змогла його захистити?
Так і народився образ Пітера Хьютона, хлопця, який роками страждав від знущань і врешті вчинив страшний акт — розстріляв однокласників. Але Піколт не виправдовує його, вона лише пропонує зазирнути в його світ — і в світ тих, хто його знав.
Робота над романом зайняла кілька років. Вона глибоко занурилась у:
- інтерв’ю з психологами, поліцейськими, вчителями;
- історії реальних шкільних стрілянин;
- спілкування з жертвами булінгу.

Авторка хотіла, щоб усі герої були «живими», з неоднозначною мотивацією. Навіть ті, кого хочеться засудити, виявляються не такими вже й однозначними.
головна ідея : 
Це роман про вибір, наслідки, біль, самотність і мовчання. Він став успішним не тому, що просто розповідає про трагедію — а тому що змушує читача поставити собі важкі запитання:
- А яким я був у школі?
- Чи я міг бути поруч з тим, хто страждає?
- Що таке справедливість?

## Герої
Пітер — головний герой, підліток, який одного дня припиняє бути спокійим хлопцем та вбиває школярів.

Джозі — подруга дитинства Пітера, постраждала, донька судді. 

Алекс — суддя, мати Джозі.

Лейсі Х'ютон — мати Пітера.

Льюіс Х'ютон — батько Пітера.

Патрік — детектив, що розслідує справу.

## Цитати
- «За дев'ятнадцять хвилин можна зупинити світ, або просто піти з нього.»
- «Хто не сховався, я не винен.»
- «Суддя, несподівано зрозуміла Алекс, не перестає бути суддею, навіть вийшовши із залу суду.»
- «Я — суддя. Я цілий день саджаю людей у в'язницю, а потім приходжу додому і їм макарони.»
- «Приниження — це коли перетворюєшся на камінь і не можеш поворухнутися, щоб врятувати своє життя.»
- «Школа схожа на акваріум, де за кожним твоїм словом і дією пильно стежать всі навколо.»
- «Людям потрібен цап-відбувайло. Це людська природа.»
- «Якщо відбувається щось погане, то можна розглядати це як поразку, а можна — як можливість змінити ситуацію.»